# Lobectomia pulmonar videoassistida
Lobectomia pulmonar videoassistida (VATS) é uma abordagem cirúrgica do câncer de pulmão.
A ressecção anatômica do pulmão, i.e. lobectomia ou pneumonectomia pulmonar, em conjunto com a remoção dos linfonodos do mediastino, é uma modalidade de tratamento que fornece as melhores chances de sobrevida a longo prazo em pacientes com câncer de pulmão não-pequenas células em estágio inicial. A ressecção anatômica requer a dissecção do hilo pulmonar com ligação individual e divisão da artéria pulmonar, da veia pulmonar e dos brônquios, no local em que estes entram no pulmão. No cenário de um câncer de pulmão, a lógica da ressecção anatômica do pulmão é a remoção completa do tumor junto dos linfáticos que drenam a massa, para assegurar que qualquer célula tumoral presente no interior dos linfáticos também seja removida; demonstrou-se que as ressecções menores estão associadas a um maior risco de recorrência local e à diminuição da sobrevida a longo prazo. A base do tratamento cirúrgico do câncer de pulmão em estágios iniciais é a remoção agressiva dos linfonodos do mediastino; isso aumenta a probabilidade de remoção de todas as células cancerosas (ressecção completa) e identifica os pacientes que precisarão de tratamento adicional (i.e. quimioterapia adjuvante). Uma consideração importante, quando da realização de uma ressecção anatômica do pulmão, é poupara o máximo de tecido possível; enquanto a lobectomia e a pneumonectomia, no câncer, são operações equivalente, o risco de complicações e de morbidade é consideravelmente menor na lobectomia.
|  |  |  |  |